# José Maurício Nunes Garcia

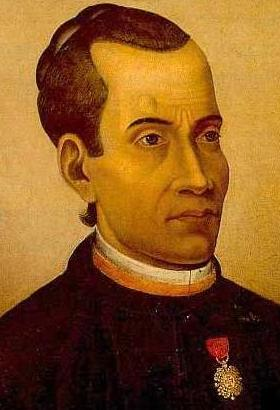
José Maurício Nunes Garcia

José Maurício Nunes Garcia (* 22. September 1767 in Rio de Janeiro; † 18. April 1830 ebenda) war ein brasilianischer Komponist.

## Werke
Nunes Garcia verfasste über 400 Werke, 241 davon sind erhalten. Im Wesentlichen besteht seine Œuvre aus geistlichen Stücken für Chor und Orchester. Die Partitur seiner Oper „Le Due Gemelle“ wurde im Jahr 1825 durch ein Feuer zerstört.

## Leben
Sein Vater, freier Schwarzer, starb, als er 6 Jahre alt war. Eine Tante nahm das Kind auf, das bald großes musikalisches Talent zeigte. Nunes Garcia wurde Priester, was ihm die weitere Beschäftigung mit der Musik ermöglichte. Nunes Garcia war wohl musikalischer Autodidakt und hatte bereits einen Großteil seines Werkes geschrieben, bevor er zum ersten Mal direkten Kontakt mit europäischen Musikern bekam.
Als der Hof des portugiesischen Prinzregenten Johann (später Johann VI.) mit 15.000 Personen auf der Flucht vor Napoleon I. in Rio de Janeiro eintraf, wurde Nunes Garcia zum Kapellmeister der königlichen Kapelle ernannt. Er war als Sänger ausgebildet, begleitete sich selbst am Cembalo und trug so Eigenkompositionen, aber auch Werke von Domenico Cimarosa oder seines Zeitgenossen Mozart vor.
Priester José Maurício genoss die Hochachtung des Prinzen. Diese ging so weit, dass der Prinz einmal, von der Musik Garcias überwältigt, einem Adligen die Insigne des Christusordens abnahm und ihn dem Priester an die Soutane steckte. Später malte der Sohn des Komponisten, José Maurício Nunes Garcia Júnior genannt, ein Porträt seines Vaters, auf dem dieser mit dem Christusorden an der Soutane zu sehen ist.
Der Hof sah die dunkle Hautfarbe von Nunes Garcia als Problem an, welches von einigen am Hofe als „defeito visível“ (sichtbarer Defekt) bezeichnet wurde. Diese Diskriminierung führte zum Verlust des Postens des königlichen Kapellmeisters an Marcos António Portugal und zu einer Serie von Intrigen, die ihn jahrelang verfolgte.
In dieser Situation gab Nunes Garcia die Beziehung zu einer Frau zu, mit der er bereits zwei Kinder hatte.
Nach der Hochzeit des Prinzen Dom Pedro mit der österreichischen Prinzessin Leopoldina errang er die Bewunderung des Musiklehrers der Prinzessin, Sigismund von Neukomm. In der Leipziger Allgemeinen musikalischen Zeitung, anlässlich der ersten außereuropäischen Aufführung des Mozart Requiems 1819 in Rio de Janeiro, berichtete Neukomm über den brasilianischen Kollegen:

„Ich meinerseits rechne es mir zur Pflicht, diese Gelegenheit zu benutzen, um unsere europäische Kunstwelt auf einen Mann aufmerksam zu machen, der es nur seiner zu grossen Bescheidenheit zuzuschreiben hat, wenn seiner vielleicht erst bei dieser Gelegenheit zum Erstenmale öffentlich gedacht wird. Er hat um so mehr die gerechtesten Ansprüche auf ehrenvolle Auszeichnung, da seine Bildung bloß sein eigenes Werk ist […]. Die Aufführung des Mozartischen Meisterwerkes liess nichts zu wünschen übrig.“

Unter den Werken von Nunes Garcia ist besonders die Missa de Réquiem für die Königin Maria I. von Portugal zu erwähnen. Die Königin starb 1816, im selben Jahr wie die Mutter des Komponisten. Das mag dazu beigetragen haben, dass dieses Werk, das in Teilen an Mozarts Requiem erinnert, aber gleichzeitig seine Originalität bewahrt, zu den gefühlvollsten Werken Nunes Garcias gehört.